# Trlično
Trlično je naselje v Občini Rogatec.